# Central tèrmica d'Es Murterar
La central tèrmica d'Es Murterar és una central termoelèctrica ubicada entre s'Albufera i el Puig de Son Sant Martí a Alcúdia. Fou inaugurada el 1981 i començà a funcionar amb dos generadors de 125MW de potència unitària. Al principi les calderes empraven lignit mallorquí com a combustible. A partir de 1990 canviaren el lignit per hulla importada.
L'aigua de refrigeració és utilitzada a la piscifactoria, on es produeix orada destinada a diversos mercats de l'illa, la península i Itàlia.
El 1989 s'incorporaren dos grups de turbines de gas de 37,5MW per poder fer front a situacions d'emergència i a pics de demanda elèctrica puntuals.
A finals de 2019 es tancaren els dos grups inicials de la central, reduint així la capacitat productiva de la central de 500 a 250MW. Aquest tancament parcial tenia com a objectiu eliminar un dels principals focus de contaminació de les Illes Balears, en conseqüència al compromís del govern d'emprar tan sols energia neta a l'any 2050. La central seguí funcionant amb dos grups que s'instal·laren a la dècada dels 90.